# Bob Dylan (album)
Bob Dylan er det eponyme debutalbum af den amerikanske sanger Bob Dylan, udgivet den 19. marts, 1962 af Columbia Records (Mono-CL 1779; Stereo-CS 8579). Produceret af Columbias legendariske talentspejder John H. Hammond, der tegnede Dylan til pladeselskabet, albummet byder på folkeviser, plus to originale kompositioner, "Talkin' New York" og "Song to Woody".

## Trackliste
Sangene er skrevet af Bob Dylan, hvis ikke andet nævnes.

### Side 1
1. "You're No Good" (Jesse Fuller) - 1:36
2. "Talkin' New York" - 3:17
3. "In My Time of Dyin'" (trad.) - 2:37
4. "Man of Constant Sorrow" (trad.) - 3:05
5. "Fixin' to Die" (Bukka White) - 2:18
6. "Pretty Peggy-O" (trad.) - 3:21
7. "Highway 51" (Curtis Jones) - 2:49

### Side 2
1. "Gospel Plow" (trad.) - 1:43
2. "Baby, Let Me Follow You Down" (Gary Davis/Eric von Schmidt/Dave Van Ronk) - 2:33
3. "House of the Rising Sun" (trad.) - 5:16
4. "Freight Train Blues" (Fred McDowell) - 2:16
5. "Song to Woody" - 2:40
6. "See That My Grave Is Kept Clean" (Blind Lemon Jefferson) - 2:40